# Thomas F. Ford

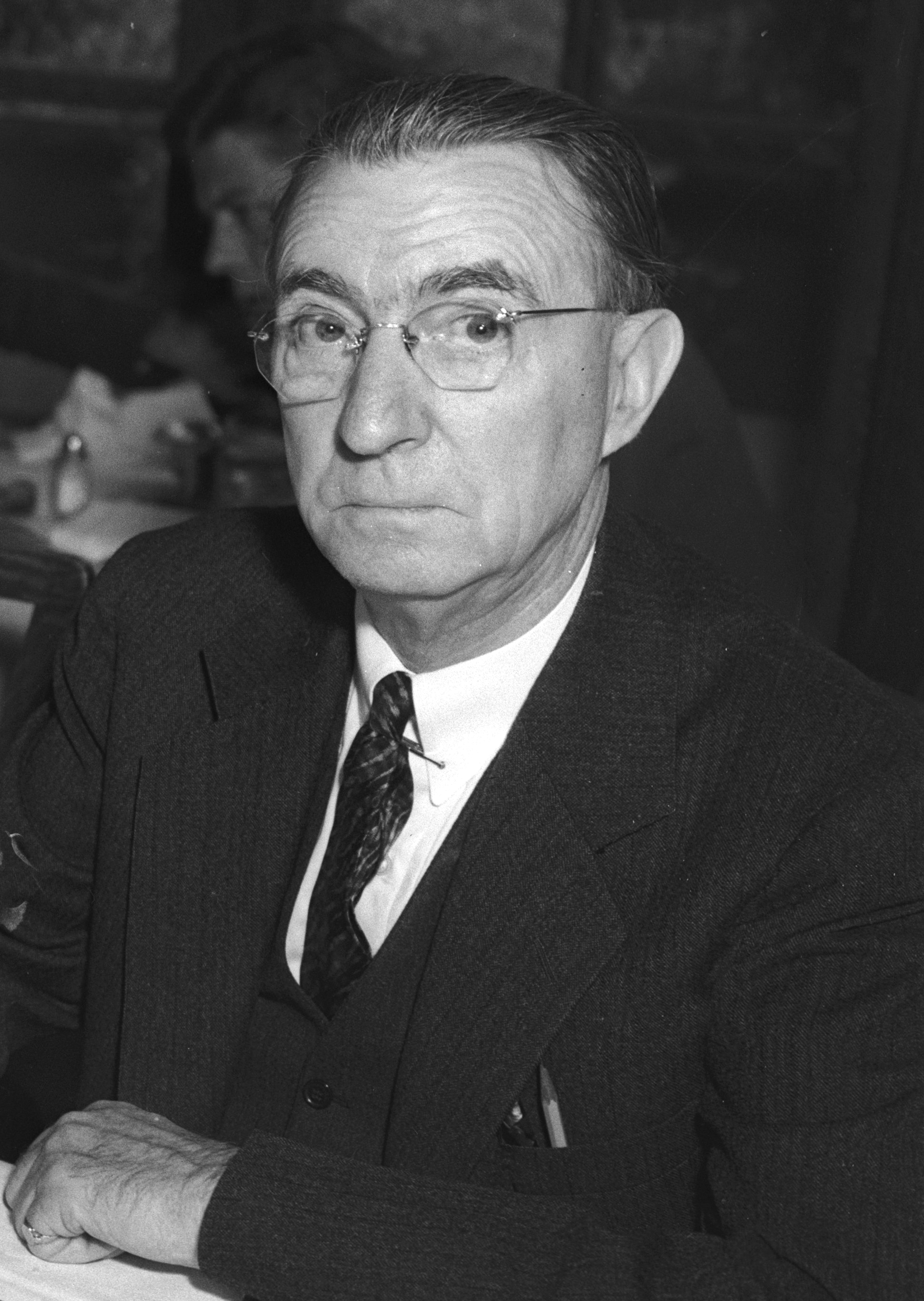
Thomas F. Ford (1930er Jahre)

Thomas Francis Ford (* 18. Februar 1873 in St. Louis, Missouri; † 26. Dezember 1958 in South Pasadena, Kalifornien) war ein US-amerikanischer Politiker. Zwischen 1933 und 1945 vertrat er den Bundesstaat Kalifornien im US-Repräsentantenhaus.

## Werdegang
Thomas Ford besuchte sowohl öffentliche als auch private Schulen. Zwischen 1896 und 1903 arbeitete er für den United States Postal Service. Danach studierte er in Toledo (Ohio) Jura. Zwischen 1913 und 1919 war er in den Bundesstaaten Washington, Idaho und Kalifornien sowie in der Bundeshauptstadt Washington, D.C. im Zeitungsgeschäft tätig. Von 1919 bis 1929 war er auch in Los Angeles auf diesem Gebiet tätig. In den Jahren 1920 und 1921 hielt er an der University of Southern California Vorlesungen über den internationalen Handel. Zwischen 1920 und 1931 war er neben seiner journalistischen Tätigkeit auch Abteilungsleiter für Öffentlichkeitsarbeit der Wasser- und Stromversorgungsbehörde der Stadt Los Angeles. Von 1931 bis 1933 gehörte er dort auch dem Stadtrat an. Politisch schloss er sich der Demokratischen Partei an.
Bei den Kongresswahlen des Jahres 1932 wurde Ford im damals neu eingerichteten 14. Wahlbezirk von Kalifornien in das US-Repräsentantenhaus in Washington gewählt, wo er am 4. März 1933 sein neues Mandat antrat. Nach fünf Wiederwahlen konnte er bis zum 3. Januar 1945 sechs Legislaturperioden im Kongress absolvieren. Zwischen 1933 und 1941 wurden dort die New-Deal-Gesetze der Bundesregierung unter Präsident Franklin D. Roosevelt verabschiedet. Seit 1941 war auch die Arbeit des Kongresses von den Ereignissen des Zweiten Weltkriegs geprägt.
1944 verzichtete Thomas Ford auf eine weitere Kandidatur. Nach dem Ende seiner Zeit im US-Repräsentantenhaus verwaltete er seine inzwischen erworbenen Immobilien. Er starb am 26. Dezember 1958 in South Pasadena.